# Айота (Луїзіана)
Айота (англ. Iota) — місто (англ. town) в США, в окрузі Акадія штату Луїзіана. Населення — 1304 особи (2020).

## Географія
Айота розташована за координатами 30°19′34″ пн. ш. 92°29′44″ зх. д. / 30.32611° пн. ш. 92.49556° зх. д. (30.326054, -92.495612).  За даними Бюро перепису населення США в 2010 році місто мало площу 3,29 км², уся площа — суходіл.

## Демографія
Згідно з переписом 2010 року, у місті мешкало 1500 осіб у 588 домогосподарствах у складі 379 родин. Густота населення становила 456 осіб/км².  Було 667 помешкань (203/км²).
Расовий склад населення:
| - 91,5 % — білих - 6,4 % — чорних або афроамериканців - 0,4 % — корінних американців |

До двох чи більше рас належало 1,2 %. Частка іспаномовних становила 0,8 % від усіх жителів.
За віковим діапазоном населення розподілялося таким чином: 30,4 % — особи молодші 18 років, 58,3 % — особи у віці 18—64 років, 11,3 % — особи у віці 65 років та старші. Медіана віку мешканця становила 32,3 року. На 100 осіб жіночої статі у місті припадало 89,4 чоловіків;  на 100 жінок у віці від 18 років та старших — 85,1 чоловіків також старших 18 років.
Середній дохід на одне домашнє господарство  становив 54 288 доларів США (медіана — 36 500), а середній дохід на одну сім'ю — 67 032 долари (медіана — 48 750). За межею бідності перебувало 12,5 % осіб, у тому числі 17,2 % дітей у віці до 18 років та 14,5 % осіб у віці 65 років та старших.
Цивільне працевлаштоване населення становило 736 осіб. Основні галузі зайнятості: освіта, охорона здоров'я та соціальна допомога — 22,8 %, сільське господарство, лісництво, риболовля — 14,9 %, мистецтво, розваги та відпочинок — 9,4 %, роздрібна торгівля — 8,8 %.